# Schloss Thunau

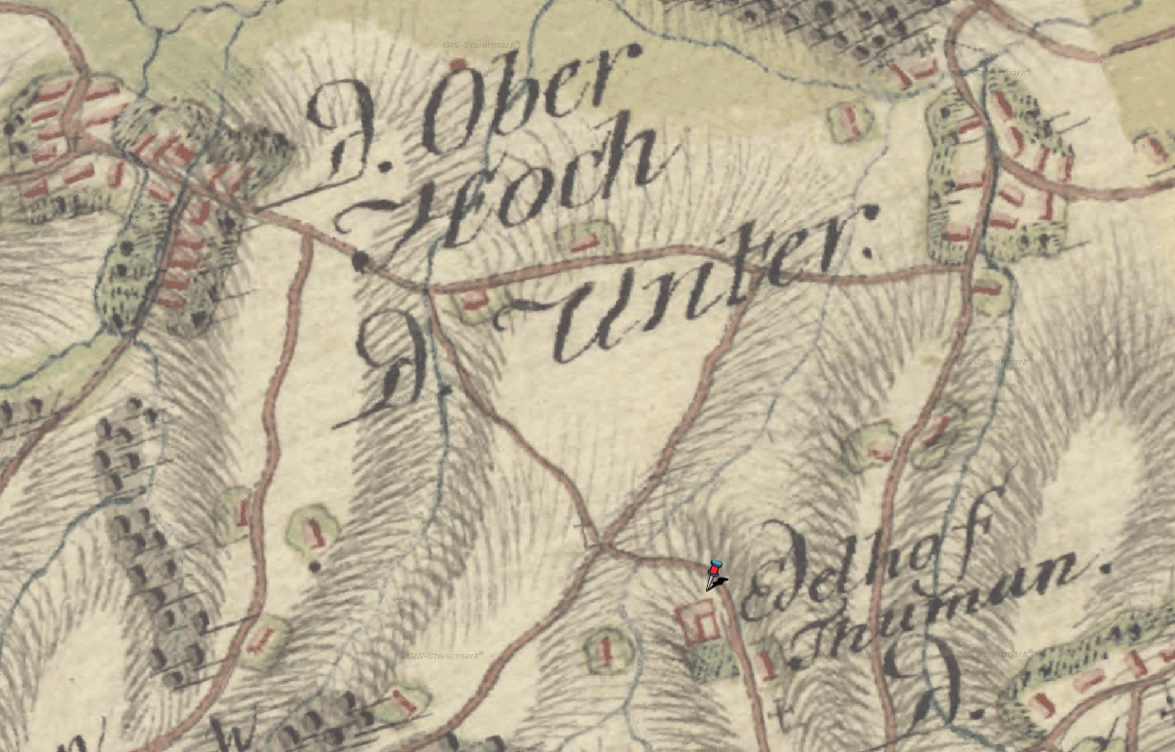
Landkarte von 1785

Schloss Thunau war ein Schloss auf dem Gemeindegebiet von Oberhaag nahe der slowenischen Grenze in der Südsteiermark.

## Geschichte

### 1250–1412
Im 13. Jahrhundert wurde es erstmals in den Schriften erwähnt. 1250 ist es im Besitz der Grafen Bernhard und Heinrich von Pfannberg, deren Dienstmannen die Thunauer waren. 1245 und 1250 wird ein Bertholt von Thunau, 1310 ein Hans und 1315 ein Poppo von Thunau genannt. Die Söhne Poppos, Nikla, Chorherr zu Völkermarkt, Rudolf, Peter und Jörg unterzeichneten auf ihrem Sitz Thunau die Zustimmungsurkunde zum Verkauf verschiedener Güter durch ihren Onkel Rudolf, Priester zu Vogau, an die Pettauer (1329), und Hermann von Thunau widerlegte das Heiratsgut seiner Frau Elspeth mit Gütern zu Oberhaag und Thunau (1348). 1318 und 1355 hatte Rudolf von Thunau Seckauer Lehen in der Umgebung von Thunau inne. Wirtschaftlich ging es mit dem Geschlecht bergab. 1412 mussten Andree Thunauer und sein Sohn Hans Güter zu Altenmarkt bei Wies versetzen und auch den Hof zu Thunau hatten sie zugunsten der verwandten Närringer, die wohl Erbansprüche an den Hof hatten, aufgeben müssen. Mitte des 15. Jahrhunderts starb das Geschlecht der Thunauer aus.

### 1412–1594
Die Närringer hatten den Thunauhof selbst nur ganz kurz in Besitz. Schon zu Anfang des 15. Jahrhunderts hatten ihn die Metz inne, die auch das benachbarte Gundolfingen besaßen und auf Arnfels zeitweise als Verwalter saßen. 1428 saß Wilhelm Metz auf dem Thunauhof. Bald darauf verkaufte er ihn an Wilhelm von Perneck, von dem er 1430 an Hans Greißeneckers Sohn Andree kam, der 1443 die landesfürstlichen Lehen über den Hof erhielt. Im Baumkircherkrieg 1469/70 verlor Andree Greißenecker (der 1471 in Graz enthauptet wurde) den Hof an Lienhard Harracher. Nach dem Ungarnkrieg erhielten die Greißenecker Ende des 15. Jahrhunderts das Gut zurück, in deren Besitz es weitere 100 Jahre verbleiben sollte.

### 1594–1793
1594 wurde der Hof dann an den Besitzer von Arnfels, Wilhelm von Gera, verkauft, von dem er an Hans Christof von Gera fiel. Dieser verkaufte Thunau 1605 an Hans Hemetter. Seit dem Erwerb durch die Greißenecker war der Hof nicht mehr von Adelsgeschlechtern bewohnt, sondern vermutlich verpachtet gewesen. Hans Hemetter saß wieder selbst auf Thunau und kaufte in den nächsten Jahren eine große Anzahl von Gütern in der Umgebung an. Solche Ankäufe setzte sein Sohn Mathias (seit 1619) fort. 1636 beerbten ihn seine Witwe Anna Margareta und seine beiden Töchter, Cäcilia, Nonne zu Göss, und Maria Salome, vermählt mit Hans Adam Welser. Als diese Thunau im Jahre 1650 übernahm, bestritt der Bischof von Seckau, dass Thunau das Recht eines Edelmannssitzes zustehe. Nach dem Tode Hans Adam Welsers (Besitzer seit 1669) im Jahre 1682 kam es zwischen seinen Töchtern, den Murn, den Siegersdorfern und den Welsern von Welsersheimb zu Erbstreitigkeiten. Die Brüder Wolf Andree und Otto Freiherrn von Siegersdorf nahmen Thunau bis zur Beendigung der Erbschaftsverhandlungen in Pacht, bis durch Vergleich 1715 Franz Joseph Freiherr von Putterer die Herrschaft erhielt. Schon 1716 starb er und die Schätzung ergab, dass das Schlossgebäude in sehr schlechten Zustand war. Da viele Erben anzufertigen waren, wurde die Bewilligung zum Verkauf gegeben, der auch um 10.000 fl 1717 an Wolf Siegmund Freiherrn von Jabornig erfolgte. Seine Tochter Maria Josefa Freiin von Seenuß (seit 1754) verkaufte Thunau 1782 an Johann Baptist von Mosmüller.

### 1793–heute
Es folgten 1793 Maria Anna Gräfin Lengheim, Leopold Edler von Warnhauser, 1817 Ernst Edler von Purgay, Simon Tengg, Franz Müller. Nach diesem kam im Jahre 1854 Thunau an eine große Anzahl von Erben. 1888 wurde schließlich das Gut aus der Landtafel gelöscht.
Heute ist vom einstigen Schloss nichts mehr zu sehen. Nur ein Ortsteil von Oberhaag, wo einst das Schloss stand, heißt heute noch Tunau. Die Glocke der einstigen Schlosskapelle hängt heute im Glockenturm der Aufbahrungshalle und das Wappen der Thunauer wurde von der Gemeinde übernommen „als Symbol, dass das Hoheitsrecht aus dem Familienbesitz des Adels wieder in den Schoß der Gemeinde zurückgekehrt ist“.

## Namensvarianten
Thunau, Tuna, Tunau, Tunnau, Thurnau, Tvnowe, Tunowe, Tunaw, Tvennowe, Thuman